# 佩尔廖夫卡农村居民点
佩尔廖夫卡农村居民点（俄语：Перлёвское сельское поселение）是俄罗斯联邦沃罗涅日州谢米卢基区所属的一个农村居民点。其下辖有1个居民点，行政中心为佩尔廖夫卡。据2016年统计，该农村居民点的人口为1149人。